# Lake Buccaneer
El Lake Buccaneer es un avión ligero anfibio de cuatro asientos estadounidense originalmente diseñado como Colonial C-2 Skimmer, un desarrollo del avión de dos asientos Colonial C-1 Skimmer.

## Desarrollo
El C-2 Skimmer fue desarrollado durante los años 1940 como variante de cuatro asientos del C-1 Skimmer previo. Se trata de un avión anfibio de ala alta totalmente metálico con tren de aterrizaje retráctil triciclo. Cuenta con un motor de pistón Avco Lycoming en configuración de empuje y montado en la parte superior.
Los derechos de fabricación fueron adquiridos por Lake Aircraft Corporation en octubre de 1959 y el avión fue construido como LA-4-200 Buccaneer. Un desarrollo de seis asientos con fuselaje alargado recibió el nombre de Renegade.

## Especificaciones (LA-4-200 Buccaneer)

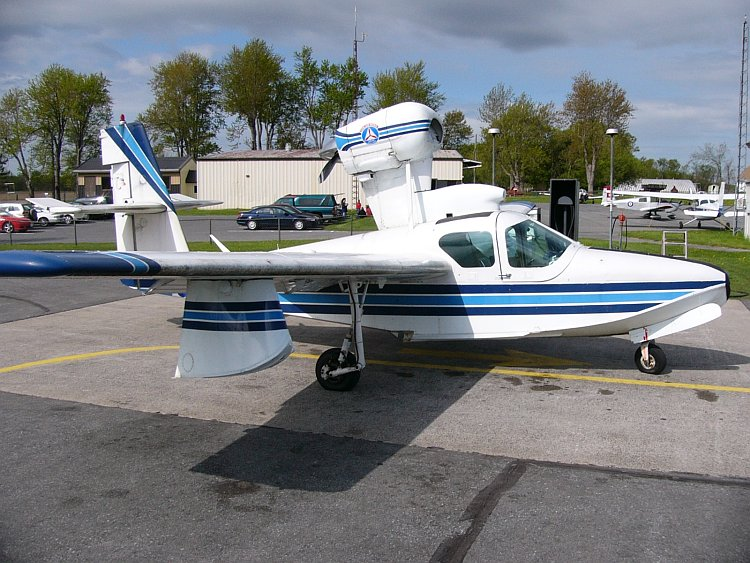
Lake LA-4-200 Buccaneer

Fuente: The Illustrated Encyclopedia of Aircraft (Part Work 1982-1985). Orbis Publishing. pp. 2279-80.
- Tripulación: 1
- Capacidad de pasajeros: 3
- Longitud: 7,59 m
- Envergadura: 11,58 m
- Altura: 2,84 m
- Superficie alar: 15,79 m²
- Peso en vacío: 705 kg
- Peso en bruto: 1.220 kg (2690 lb)
- Número de motores: 1
- Tipo:  Motor de pistón
- Modelo: Avco Lycoming IO-360-B1A
- Potencia: 149kW (200 cv)
- Velocidad de crucero: 241 km/h
- Alcance: 1.328 km
- Techo de vuelo: 4.480 m (14700 pies)